# Netuma
Netuma is een geslacht van straalvinnige vissen uit de familie van christusvissen (Ariidae).

## Soorten
- Netuma bilineata (Valenciennes, 1840)
- Netuma proxima (Ogilby, 1898)
- Netuma thalassina (Rüppell, 1837)